# Melanconium juglandinum
Melanconium juglandinum är en svampart som beskrevs av Kunze 1823. Melanconium juglandinum ingår i släktet Melanconium och familjen Melanconidaceae.   Inga underarter finns listade i Catalogue of Life.